# Deh-e Now-e Pā'īn
Deh-e Now-e Pā'īn (persiska: ايوانی, حبوانی, Ḩeyvānī, Eyvānī, Haiwāni, Ḩabvānī, ده نو پائین) är en ort i Iran.   Den ligger i provinsen Lorestan, i den västra delen av landet, 300 km sydväst om huvudstaden Teheran. Deh-e Now-e Pā'īn ligger 1 761 meter över havet och antalet invånare är 164.
Terrängen runt Deh-e Now-e Pā'īn är varierad. Deh-e Now-e Pā'īn ligger nere i en dal.Runt Deh-e Now-e Pā'īn är det ganska tätbefolkat, med 72 invånare per kvadratkilometer. Närmaste större samhälle är Aznā, 17,8 km nordost om Deh-e Now-e Pā'īn. Trakten runt Deh-e Now-e Pā'īn består i huvudsak av gräsmarker.